# Jerzego qiuhangi
Espèce
Jerzego qiuhangi est une espèce d'araignées aranéomorphes de la famille des Salticidae.

## Distribution
Cette espèce est endémique du Yunnan en Chine,. Elle se rencontre dans le xian de Menghai.

## Description
Le mâle holotype mesure 5,25 mm et la femelle paratype 5,93 mm.

## Systématique et taxinomie
Cette espèce a été décrite par Wang, Gan et Mi en 2025.

## Étymologie
Cette espèce est nommée en l'honneur de Hang Qiu.

## Publication originale
- Wang, Gan & Mi, 2025 : « First record of Jerzego Maddison, 2014, with description of a new species from China (Araneae, Salticidae). » Biodiversity Data Journal, vol. 13, no e156957, p. 1-7 (texte intégral).